# Leonel de Lima
Leonel de Lima (c. 1403 – 13 de abril de 1495)
foi o primeiro Visconde do Reino de Portugal, tendo recebido o título de Visconde de Vila Nova de Cerveira, durante o reinado de Afonso V.
Terá sido um dos primeiros vinte e sete cavaleiros a receber a Ordem da Torre e Espada.

## Biografia
D. Leonel de Lima foi filho de Fernão Anes de Lima e de sua mulher Teresa da Silva (filha de João Gomes da Silva, 2.º Senhor de Vagos e Conselheiro de D. João I de Portugal, e de sua mulher Margarida Coelho). Tinha um irmão mais velho, Álvaro Rodrigues de Lima,, e uma irmã mais nova, Maria de Lima, Abadessa de Santa Clara de Pontevedra. 
A sua data de nascimento é de 1402 ou 1403, uma vez que à data da sua morte, 13 de Abril de 1495, já contava com 92 anos, segundo o testemunho dum Cronista Franciscano (Frei Pedro de Jesus Maria José).
Em 24 Janeiro de 1429, o rei D. João I confirmou as herdades de seu irmão Álvaro, morto nos princípios do ano 1429 sem sucessão. Estes lugares e terras foram: Fraião, Coura, São Martinho, Santo Estêvão, Jaraz, Val de Vez e o Paço da Giela, na Freguesia de Giela, que o Rei D. João I doara a seu pai, Fernão Anes de Lima, em 1398.
Possuía várias terras, senhorios e cargos no Minho, entre os quais Vila Nova de Cerveira, que lhe doou o Rei D. Afonso V a 21 de Outubro de 1471, e foi nomeado Visconde daquela terra a 4 de Maio de 1476. Também foi o primeiro Alcaide-Mor do Castelo de Ponte de Lima.
Os Viscondes D. Leonel e D. Filipa foram sepultados na Capela de Nossa Senhora da Piedade no Convento de Santo António de Ponte de Lima.

## Casamento e descendentes
Casou em 1432 com D. Filipa da Cunha (1410 – 7 de setembro de 1486), filha de D. Álvaro da Cunha, 3.º Senhor de Pombeiro e filho do primeiro casamento da Rainha D. Leonor Teles, e de sua mulher Beatriz de Melo, filha de Martim Afonso de Melo, 5.° Senhor de Melo, Alcaide-Mor do Castelo de Lisboa. Dela teve:
- D. Inês de Sotomaior e Lima, mulher de Lopo Gomes de Abreu, Senhor de Regalados,[1][10] e mulher de Fernão de Sousa, o da Botelha, Senhor da Terra de Roças;
- D. João de Lima (m. 1508),[11] 2.º Visconde de Vila Nova de Cerveira,[1][10] casado primeira vez com Catarina de Ataide, filha de Gonçalo de Ataíde, senhor do Morgado de Gaião[12] e de sua mulher Isabel de Brito,[13] e casado segunda vez com sua prima segunda Isabel de Melo, filha de Martim Afonso de Melo, 7.º Senhor de Melo;
- D. Álvaro de Lima, casado com Violante Nogueira;
- D. Fernando de Lima,[10] Alcaide-Mor do Castelo de Guimarães,[1] casado com Constança da Silva de Andrade;
- D. Duarte da Cunha,[10] casado com Leonor de Abreu;
- D. Rodrigo de Melo;[10]
- D. Beatriz da Silva, mulher de D. Garcia de Castro,[10] Senhor do Paul de Boquilobo;
- D. Pedro Álvares de Lima de Sotomaior;[10]
- D. Isabel da Silva, casada com João Fernandes de Sousa,[10] 5.º Senhor de Baião;
- D. Maria de Lima, casada com Vasco Fernandes Coutinho;[10]